# ميل ثروت قادين
ميل ثروت قادين (بالتركية الحديثة: Meyliservet Kadın) ـ (حوالي 1854 ـ 3 ديسمبر 1903) هي إحدى قرينات السلطان العثماني مراد الخامس.

## حياتها
ولدت ميل ثروت قادين ـ وهي شركسية الأصل ـ في باطوم، عاصمة دولة جورجيا الحالية، وكانت أختها الكبرى زوجة للسفير العثماني في روما. وقد اصطحبتها أختها الكبرى إلى روما، حيث مكثت أكثر من 8 سنوات، هيأت لها فيها أختها تعليمًا متميزًا، فأجادت عدة لغات، قبل أن تعود الأختان إلى الآستانة لتعيشا معًا، قبل أن تتعرفا إلى الأميرة رفيعة سلطان، التي اتخذت من ميل ثروت قادين وصيفة لها.
وبينما كان الشاهزاده مراد، وريث العرش المرتقب، في زيارة إلى أخته رفيعة سلطان، لفتت ميل ثروت قادين نظره، فتزوجها في 8 يونيو 1874، وفي 2 يوليو 1875، أنجبت ميل ثروت قادين ابنتها الوحيدة فهيمة سلطان.
تولى مراد عرش السلطنة ـ تحت اسم مراد الخامس ـ بعد الإطاحة بعمه السلطان عبد العزيز سنة 1876، ولم يدُم حكمه إلا ثلاثة أشهر (30 مايو إلى 31 أغسطس 1876)؛ إذ خُلع لعدم اتزانه العقلي، ليتولى أخوه عبد الحميد الثاني عرش السلطنة، ويتحفظ على مراد وأسرته (بما فيها زوجته ميل ثروت وابنته الرضيعة) وحاشيته في أحد قصور بشكطاش.

## وفاتها
توفيت ميل ثروت قادين في بشكطاش إثر مرض قصير، وكان ذلك في 9 ديسمبر 1903.